# Coffea merguensis
Coffea merguensis är en måreväxtart som beskrevs av Henry Nicholas Ridley. Coffea merguensis ingår i släktet Coffea och familjen måreväxter. Inga underarter finns listade i Catalogue of Life.